# Districte d'Avesnes-sur-Helpe
El Districte d'Avesnes-sur-Helpe és un dels sis districtes amb què es divideix el departament francès del Nord, a la regió dels Alts de França. Té 12 cantons i 151 municipis. El cap del districte és la sotsprefectura d'Avesnes-sur-Helpe.

## Cantons
cantó d'Avesnes-sur-Helpe-Nord - cantó d'Avesnes-sur-Helpe-Sud - cantó de Bavay - cantó de Berlaimont - cantó d'Hautmont - cantó de Landrecies - cantó de Maubeuge-Nord - cantó de Maubeuge-Sud - cantó de Le Quesnoy-Est - cantó de Le Quesnoy-Oest - cantó de Solre-le-Château - cantó de Trélon